# ホフマンナマケモノ
ホフマンナマケモノ (学名：Choloepus hoffmanni) は、有毛目フタユビナマケモノ科フタユビナマケモノ属に分類される哺乳類。

## 分布
コスタリカ、コロンビア、ニカラグア南部、パナマ、ブラジル西部、ベネズエラ西部、ペルー、ボリビア、ホンジュラス
模式標本の産地（基準産地・タイプ産地・模式産地）はコスタリカ。ニカラグアとホンジュラスからベネズエラ西部にかけての地域（北部個体群）と、ペルー中北部からブラジル南西部・ボリビア中部にかけての地域（南部個体群）に隔離分布する。

## 形態
全長54 - 72センチメートル。尾長1.4 - 3センチメートル。体重3.1 - 4.7キログラム。頬や喉の体毛は、頸部や肩の体毛と比較して短い。
頸椎数は5 - 6個。染色体数は2n = 49 - 51。

## 分類
以下の亜種の分類は、Hayssen(2011)に従う。
Choloepus hoffmanni hoffmanni Peters, 1858
Choloepus hoffmanni agustinus Allen, 1913
模式産地はSan agustin（コロンビア）
Choloepus hoffmanni capitalis Allen, 1913
模式産地はBarbacoas（コロンビア）
Choloepus hoffmanni juruanus Lönnberg, 1942
模式産地はブラジル
Choloepus hoffmanni pallescens Lönnberg, 1928
模式産地はペルー

## 生態
飼育下では1日あたり約20時間を、睡眠や休息にあたるという報告例がある。
植物の葉、花、果実などを食べる。コスタリカでは101種の樹種を利用し、そのうち34種を食物として用いるという報告例もある。飼育下では動物質を食べることもある。捕食者としてオウギワシ、オセロット、ジャガー、ピューマ、マーゲイ、アナコンダ属などが挙げられる。
繁殖様式は胎生。妊娠期間は11 - 12か月。1回に1頭の幼獣を産む。出産間隔は15か月。生後2 - 4年で性成熟する。飼育下では32年1か月の長期生存例がある。

## 人間との関係
2014年の時点では分布が広域で生息数も多いと考えられており、種として絶滅のおそれは低いと考えられている。一方で食用の狩猟やペット用の採集、特に北部個体群は森林伐採による生息地の破壊による影響が懸念されている。1976年からコスタリカの個体群がワシントン条約附属書IIIに掲載されていたが、2019年に抹消されている